# Modrzewski II
Modrzewski II – kaszubski herb szlachecki, znany z jedynego przedstawienia pieczętnego.

## Opis herbu
Opis z wykorzystaniem zasad blazonowania, zaproponowanych przez Alfreda Znamierowskiego:
W polu korona z której pół gryfa wspiętego. Klejnot i labry nieznane.

## Najwcześniejsze wzmianki
Pieczęć Kazimierza Modrzewskiego odciśnięta na kwicie z 19 marca 1770. Przedstawia być może klejnot dawnego herbu Modrzewskich (Rosen), występujący tu w roli godła.

## Herbowni
Modrzewski.